# C3H4O6
化学式C3H4O6（摩尔质量：136.06 g/mol）可能指：
- 二羟基丙二酸，CAS号：560-27-0
- 氢过氧基丙二酸 Compound CID：55302326
- 双过氧丙二酸 Compound CID：54065385

|  | 这个同类索引页列出了具有相同分子式的化学物（即同分異構體）条目。 除非您是有意链接至本页，否则应将相应条目的内部链接指向正确的条目。 |